# Капелски кресови
Капелски кресови је југословенска телевизијска серија снимљена у продукцији ТВ Загреб, 1975. године. Серију је режирао Иван Хетрих а сценарио су написали Иван Хетрих и Ивица Иванец по истоименом роману Вељка Ковачевића, заснованом на историјским догађајима и личностима из устанака у Горском котару и Хрватском приморју у Другом светском рату.

## Епизоде
| Сезона | Епизода | Назив                                     | Датум              |
| ------ | ------- | ----------------------------------------- | ------------------ |
| 1      | 1       | Чупати коријење                           | 30.новембра 1975.  |
| 1      | 2       | Жица се стеже                             | 7.децембра 1975.   |
| 1      | 3       | Магична бројка 200                        | 14.децембра 1975.  |
| 1      | 4       | Лујзијана, Лујзијана, чија ли си?         | 21.децембра 1975.  |
| 1      | 5       | Офензива                                  | 28.децембра 1975.  |
| 1      | 6       | Како доћи до доктора                      | 4. јануара 1976.   |
| 1      | 7       | Невоље с доктором, а заправо с димњачаром | 11. јануара 1976.  |
| 1      | 8       | Отмица мајора                             | 18. јануара 1976.  |
| 1      | 9       | Посао за професора                        | 25. јануара 1976.  |
| 1      | 10      | Жица пуца                                 | 1. фебруара 1976.  |
| 1      | 11      | Корјење се шири и подмлађује              | 8. фебруара 1976.  |
| 1      | 12      | Кад бројиш почни од тисућу                | 15. фебруара 1976. |
| 1      | 13      | Капелски кресови                          | 22. фебруара 1976. |

## Улоге
| Глумац            | Улога                                    |
| ----------------- | ---------------------------------------- |
| Борис Дворник     | Димњачар (13 еп. 1975-1976)              |
| Божидар Орешковић | Риђан (13 еп. 1975-1976)                 |
| Зденко Јелчић     | Командант Љубо (13 еп. 1975-1976)        |
| Марјан Јерчић     | Критичар (13 еп. 1975-1976)              |
| Перо Јуришић      | Артиљерац (13 еп. 1975-1976)             |
| Жарко Радић       | Златко Матеић-Јастреб (12 еп. 1975-1976) |
| Нада Гачешић      | Ина (12 еп. 1975-1976)                   |
| Растислав Јовић   | Жути (12 еп. 1975-1976)                  |
| Дарко Чурдо       | Звонко - Вихор (12 еп. 1975-1976)        |
| Звонко Лепетић    | Економ (11 еп. 1975-1976)                |
| Нерео Скаља       | Генерал Цесаре (11 еп. 1975-1976)        |
| Мирко Свец        | Оперативац (11 еп. 1975-1976)            |
| Милош Кандић      | Прсан (10 еп. 1975-1976)                 |
| Адам Ведерњак     | Професор (10 еп. 1975-1976)              |
| Божидар Смиљанић  | Пуковник Туглиуси (10 еп. 1975-1976)     |
| Мирко Саталић     | Пјесник (10 еп. 1975-1976)               |
| Предраг Бурић     | Срећко (10 еп. 1975-1976)                |
| Вања Драх         | Доктор Бите (9 еп. 1975-1976)            |
| Миро Шегрт        | Шпија (9 еп. 1975-1976)                  |

 Остале улоге  ▼
| Глумац              | Улога                                         |
| ------------------- | --------------------------------------------- |
| Злата Николић       | Тинка (9 еп. 1975-1976)                       |
| Иван Ловричек       | Мика (9 еп. 1975-1976)                        |
| Миленко Огњеновић   | Зоран (9 еп. 1975-1976)                       |
| Карло Булић         | Генерал Броата (8 еп. 1975-1976)              |
| Анђелко Штимац      | Бријач (8 еп. 1975-1976)                      |
| Финка Павичић Будак | Антонија (8 еп. 1975-1976)                    |
| Иван Јонаш          | Виктор (8 еп. 1975-1976)                      |
| Томислав Терзић     | Кузма (8 еп. 1975-1976)                       |
| Павле Вуисић        | Путиселић (7 еп. 1975-1976)                   |
| Мирољуб Лешо        | Марко (7 еп. 1975-1976)                       |
| Никола Бељан        | Смиљко (7 еп. 1975-1976)                      |
| Сања Матаја         | Катица (7 еп. 1975-1976)                      |
| Желимир Павлетић    | Секретар Миха (6 еп. 1975-1976)               |
| Миа Сасо            | Путиселицка (6 еп. 1975-1976)                 |
| Иво Јуриша          | Ађутант пуковника Туглиусиа (6 еп. 1975-1976) |
| Маријан Ловрић      | Гринтас (5 еп. 1975-1976)                     |
| Хермина Пипинић     | Иванка (5 еп. 1975-1976)                      |
| Владимир Пухало     | Кишобран (5 еп. 1976)                         |
| Едо Вујић           | Торпедо (5 еп. 1975-1976)                     |
| Ратко Буљан         | Секретар Славко (5 еп. 1975-1976)             |
| Антун Врбенски      | Франко (5 еп. 1975-1976)                      |
| Мирјана Секуља      | Љубица (5 еп. 1975-1976)                      |
| Рудолф Кукић        | Талијан - црнокошуљаш (5 еп. 1975-1976)       |
| Зоран Борчић        | Марио, средњошколац (5 еп. 1975-1976)         |
| Владимир Облешчук   | Коњушар Никола (5 еп. 1976)                   |
| Андреј Нахтигал     | Албин (4 еп. 1976)                            |
| Марија Шекелез      | Сестра Леа (4 еп. 1976)                       |
| Ђурђица Супрна      | Јастребова мајка (4 еп. 1975-1976)            |
| Ангело Бенетели     | Цонте Аттенис (4 еп. 1975-1976)               |
| Славко Шестак       | Славек (4 еп. 1975-1976)                      |
| Ива Марјановић      | Ана - Јастребова сестра (4 еп. 1975-1976)     |
| Зденко Ботић        | Вељко (4 еп. 1975)                            |
| Асим Буква          | Лука, члан комитета (4 еп. 1975-1976)         |
| Жељко Станфел       | Курир (4 еп. 1975-1976)                       |
| Инге Апелт          | Мара Луксина (3 еп. 1975)                     |
| Васја Ковачић       | Мучалица (3 еп. 1976)                         |
| Влатко Перковић     | Марио Каставац (3 еп. 1976)                   |
| Дуња Илаковац       | Вилма (3 еп. 1976)                            |
| Бранко Јовановић    | Економ Буде (3 еп. 1976)                      |
| Дука Ивошевић       | Кухар Илија (3 еп. 1976)                      |
| Душан Добросављевић | Мато (3 еп. 1975)                             |
| Маринко Шебез       | Комесар Раде (3 еп. 1975)                     |
| Томислав Ерговић    | (3 еп. 1975)                                  |
| Здравко Смојвер     | Минер (3 еп. 1976)                            |
| Василије Десардо    | Талијански војник (3 еп. 1975-1976)           |
| Иван Супрна         | (3 еп. 1975-1976)                             |
| Казимир Томац       | (3 еп. 1975-1976)                             |
| Антун Налис         | Мајор ди Роналди (2 еп. 1976)                 |
| Бруно Петрали       | Мајор Филипи (2 еп. 1976)                     |
| Бранко Шпољар       | Племенчевић (2 еп. 1975-1976)                 |
| Људевит Галић       | Човјечуљак (2 еп. 1976)                       |
| Џевад Алибеговић    | Нервоза (2 еп. 1975)                          |
| Рикард Брзеска      | Звонар (2 еп. 1976)                           |
| Тана Маскарели      | Ангелина (2 еп. 1975)                         |
| Никола Михелцић     | (2 еп. 1975-1976)                             |
| Звонко Турак        | Цедо, члан комитета (2 еп. 1976)              |
| Алојз Малнар        | (2 еп. 1975)                                  |
| Југослав Налис      | Делфин (1 еп. 1975)                           |
| Звонимир Торјанац   | Фабијан (1 еп. 1975)                          |
| Бранко Бонаци       | Генерал Алброс (1 еп. 1975)                   |
| Иван Бибало         | Доктор Ренатис (1 еп. 1976)                   |
| Мирјана Пичуљан     | Павка (1 еп. 1976)                            |
| Владо Стошић        | Мидзо (1 еп. 1976)                            |
| Љубица Бравар       | Мидзина жена (1 еп. 1976)                     |
| Алојз Стандекер     | Доктор Форетић (1 еп. 1976)                   |
| Олга Новак          | (1 еп. 1976)                                  |
| Иво Пајић           | Сељак с воловском запрегом (1 еп. 1975)       |
| Мато Ерговић        | Алберт (1 еп. 1976)                           |
| Љубица Секуља       | Љубица (1 еп. 1976)                           |
| Антун Кујавец       | Жандар (1 еп. 1976)                           |
| Невенка Шаин        | Албертова жена (1 еп. 1976)                   |
| Јанез Шкоф          | Словенски водич (1 еп. 1976)                  |
| Томислав Анић       | (1 еп. 1976)                                  |
| Невенка Бенковић    | Кума (1 еп. 1976)                             |
| Деметер Битенц      | Талијански часник (1 еп. 1976)                |
| Јаша Љуић           | (1 еп. 1976)                                  |
| Младен Стајдухар    | (1 еп. 1976)                                  |
| Драго Зорман        | (1 еп. 1976)                                  |
| Естер Сегалиа       | (1 еп. 1976)                                  |
| Борис Жигман        | (1 еп. 1976)                                  |
| Иван Муврин         | (1 еп. 1975)                                  |
| Едита Карађоле      | (1 еп. 1976)                                  |
| Рудолф Коцијанчић   | (1 еп. 1975)                                  |
| Весна Марић         | (1 еп. 1976)                                  |
| Мирјана Базон       | (1 еп. 1975)                                  |
| Дејан Мазић         | (1 еп. 1975)                                  |
| Оливера Ђокић       | (1 еп. 1976)                                  |
| Алија Пуховац       | (1 еп. 1976)                                  |
| Драго Барнаца       | (1 еп. 1975)                                  |
| Јадранка Матковић   | (1 еп. 1975)                                  |
| Мирјана Мајурец     | (непознат број епизода)                       |
| Миа Оремовић        | (непознат број епизода)                       |
| Владан Живковић     | (непознат број епизода)                       |

Комплетна ТВ екипа  ▼
| Редитељ                   | Иван Хетрих          | (13 еп. 1975—1976)                                 |
| Сценариста                | Иван Хетрих          | (13 еп. 1975—1976)                                 |
| Сценариста                | Ивица Иванец         | (13 еп. 1975—1976)                                 |
| Сценариста                | Вељко Ковачевић      | (13 еп. 1975—1976)                                 |
| Сценариста                | Златко Судовић       | (13 еп. 1975—1976)                                 |
| Композитор                | Бојан Адамич         | (непознат број епизода)                            |
| Директор фотографије      | Ненад Јовичић        | (13 еп. 1975—1976)                                 |
| Mонтажер                  | Живка Топлак         | (непознат број епизода)                            |
| Сценограф                 | Душан Јеричевић      | (непознат број епизода)                            |
| Уметнички директор        | Слободан Мијачевић   | (непознат број епизода)                            |
| Костимограф               | Ксенија Јеричевић    | (13 еп. 1975—1976)                                 |
| Одсек за шминку           | Мирко Мачкић         | шминкер (13 еп. 1975—1976)                         |
| Одсек за шминку           | Јанко Веверец        | шминкер (непознат број епизода)                    |
| Одсек за шминку           | Ружица Видмар        | фризер (непознат број епизода)                     |
| Менаџер продукције        | Донко Буљан          | директор филма (непознат број епизода)             |
| Менаџер продукције        | Емир Цејван          | организатор (непознат број епизода)                |
| Менаџер продукције        | Жељко Домитровиц     | вођа снимања (непознат број епизода)               |
| Менаџер продукције        | Марко Врдољак        | помоћник директора филма (непознат број епизода)   |
| Помоћник режије           | Раденко Остојић      | помоћник редитеља (13 еп. 1975—1976)               |
| Помоћник режије           | Славко Андрес        | други помоћник редитеља (непознат број епизода)    |
| Помоћник режије           | Вања Пинтер          | први помоћник редитеља (непознат број епизода)     |
| Уметнички одсек           | Иво Балтић           | набавни реквизитер (непознат број епизода)         |
| Уметнички одсек           | Петар Бенаковић      | сценски радник (непознат број епизода)             |
| Уметнички одсек           | Стјепан Клен         | сценски радник (непознат број епизода)             |
| Уметнички одсек           | Иван Степан          | набавни реквизитер (непознат број епизода)         |
| Уметнички одсек           | Бранко Вулић         | сценски радник (непознат број епизода)             |
| Одсек за звук             | Томислав Фогец       | асистент тонског сниматеља (непознат број епизода) |
| Одсек за звук             | Божо Крамарић        | Снимач звука (непознат број епизода)               |
| Одсек за звук             | Максимилијан Сировец | асистент тонског сниматеља (непознат број епизода) |
| Специјални ефекти         | Здравко Смојвер      | специјални ефекти (непознат број епизода)          |
| Одсек за камеру и расвету | Иван Бочина          | сценски мајстор (непознат број епизода)            |
| Одсек за камеру и расвету | Милан Ковач          | пратилац камере (непознат број епизода)            |
| Одсек за камеру и расвету | Станоје Лончарић     | сценски радник (непознат број епизода)             |
| Одсек за камеру и расвету | Миливој Мајнарић     | сниматељ (непознат број епизода)                   |
| Одсек за камеру и расвету | Никола Матука        | пратилац камере (непознат број епизода)            |
| Одсек за камеру и расвету | Твртко Мршић         | пратилац камере (непознат број епизода)            |
| Одсек за камеру и расвету | Драго Полдругац      | сценски радник (непознат број епизода)             |
| Одсек за камеру и расвету | Роман Рогуља         | пратилац камере (непознат број епизода)            |
| Одсек за костим           | Драго Хабазин        | (непознат број епизода)                            |
| Одсек за костим           | Звонко Местровић     | (непознат број епизода)                            |
| Одсек за костим           | Љубица Плеић         | (непознат број епизода)                            |
| Одсек за монтажу          | Ингеборг Фüлепп      | асистент монтажера (непознат број епизода)         |
| Одсек за монтажу          | Блаженка Јенцик      | (непознат број епизода)                            |
| Остала екипа              | Вера Јовичић         | секретар режије (непознат број епизода)            |
| Остала екипа              | Јосиф Каровски       | (непознат број епизода)                            |
| Остала екипа              | Анка Катушић         | преводилац: Италијански (непознат број епизода)    |
| Остала екипа              | Гјургја Кукец        | секретар продукције (непознат број епизода)        |
| Остала екипа              | Катарина Микулец     | секретар продукције (непознат број епизода)        |
| Остала екипа              | Албин Радић          | (непознат број епизода)                            |